# Sierra Nevada (Hoa Kỳ)
Sierra Nevada là một dãy núi ở phía tây Hoa Kỳ. Đây là một dãy núi lớn, chủ yếu nằm ở bang California với một phần nhỏ nằm ở bang Nevada gần hồ Tahoe. Dãy núi này chạy từ tây bắc đến đông nam với chiếu dài khoảng 640 km (khoảng 400 dặm) và có bề rộng từ 65 cho đến 130 km. Đỉnh cao nhất của dãy núi này là núi Whitney (4.418 m/14.494 foot trên mực nước biển), cũng là đỉnh cao nhất ở khu vực lãnh thổ Hoa Kỳ liền kề nhau. Phía tây của phần phía đông nam dãy núi gọi là High Sierra. Nó bao gồm một khu vực với độ cao từ 1.800 đến 3.600 m trên mực nước biển. Các đỉnh núi thuộc dãy này có Williamson (4.382 m/14.375 ft), North Palisade (4.341 m/14.242 ft), Russell (4.293 m/14.086 ft), Middle Palisade (4.279 m/ 14.040 ft), Langley (4.276 m/ 14.028 ft), và Tyndall (4.273 m/14.018 ft).